# Казанцево (Новосибірська область)
Казанцево (рос. Казанцево) —  присілок у Барабінському районі Новосибірської області Російської Федерації.
Входить до складу муніципального утворення Зюзінська сільрада. Населення становить 458 осіб (2010).

## Історія
Згідно із законом від 2 червня 2004 року органом місцевого самоврядування є Зюзінська сільрада.

## Населення
| 2002 | 2007 | 2010 |
| ---- | ---- | ---- |
| 589  | ↘519 | ↘458 |